# 컴퓨터 지원 소프트웨어 공학

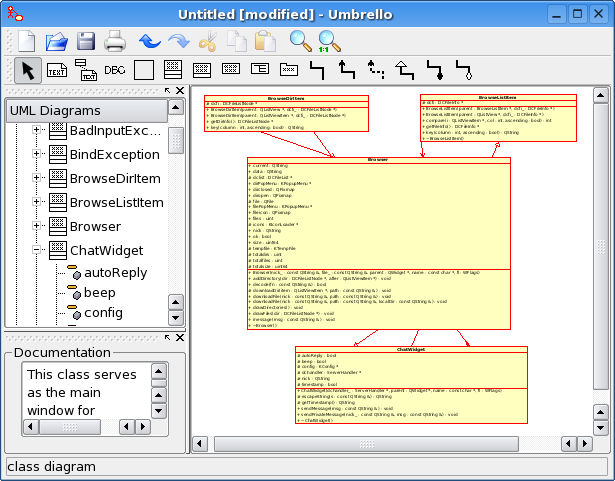
CASE 툴의 예.

컴퓨터 지원 소프트웨어 공학(computer-aided software engineering: CASE)은 컴퓨터 지원 시스템 공학이라고도 하는데 시스템 개발 방법론들의 자동화를 지원하는 소프트웨어 도구를 제공해 개발자의 반복적인 작업량을 줄이도록 하는 것이다. 또한 CASE 도구들은 문서의 생성과 개발 팀 간의 협업을 돕는다. 작업된 내용을 검토하고 수정하기 위해 서로 다른 사람의 파일에 접근하도록 허용해 팀 구성원들은 그들의 작업을 손쉽게 공유할 수 있다. CASE 도구들은 강력한 그래픽 기능이 있으며 PC 기반에서 운영된다. CASE 도구들은 차트와 다이어그램을 자동으로 생성하는 그래픽 기능, 화면과 리포트 생성기, 데이터사전, 분석과 검사 도구, 코드 생성기, 문서 생성기 등을 제공한다.

## CASE의 장점
1. 구조적인 것들을 그대로 활용할 수 있다.
2. 요구 정보를 추출하고 분석하는 것을 도와준다.
3. 원형(Prototype)이나 프로그램의 개발 및 유지가 용이하다.
4. 개발자들이 반복적인 업무에서 벗어나 창의적 업무에서 몰두하게 해 준다.
5. 소프트웨어의 점진적 개발이 가능하다.
6. 소프트웨어의 재활용성을 재고시켜 준다.
7. 모든 것들이 그림으로 표현되어 있기 때문에 개발자들 간에 정보시스템의 공유가 쉽다.

## CASE의 분류
- Upper CASE: 전체 단계를 자동화 시키지 못하기 때문에 앞 단계만을 자동화 시켜줄 목적을 가지고 있다. 요구분석부터 시작해서 시스템 디자인의 초기단계까지 자동화 시켜주는 것을 말한다.
- Lower Case: 디자인단계에서 Source 코딩단계까지를 자동화 시켜주는 것을 말한다.

## 같이 보기
- 데이터 모델링
- 모델 구동형 아키텍처
- 모델링 언어
- 고속 응용 프로그램 개발
- 자동 프로그래밍
- 빌드 자동화